# Jennifer Grey
Jennifer Grey   (Nova York, 26 de març de 1960) és una actriu estatunidenca nominada als Globus d'Or, principalment coneguda pel seu paper de Frances "Baby" Houseman a la pel·lícula Dirty Dancing el 1987 i el de Jeani Bueller a Ferris Bueller's Day Off.

## Biografia
Nascuda a Nova York, Jennifer Grey és filla de l'actor Joel Grey i neta del comediant i músic Michael Katz. La seva mare és l'exactriu i cantant Jo Wlider. Estudià a The Dalton School, una escola privada d'elit a Manhattan, on hi estudià dansa i interpretació. Realitzà el seu debut a la publicitat comercial amb dinou anys, en un anunci per a la marca de refrescos Dr Pepper. Després d'una sèrie de petits papers, interpretà l'enfadada germana Jeanie a la pel·lícula del 1986 Tot en un dia (Ferris Bueller's Day off). L'any següent es reuní amb Patrick Swayze, amb el qual ja havia treballat anteriorment a Alba vermella, però aquest cop amb un paper major, el de Francis "Baby" Houseman a Dirty Dancing.
A principis dels anys 90 Grey va sotmetre's a una rinoplàstia, operació que va sortir tan malament que va requerir una segona operació de cirurgia plàstica per reparar els danys. L'operació alterà tant la seva cara que fins i tot els seus amics més propers tenien problemes per a reconèixer-la, i aquest gran canvi en la seva fisonomia fou molt negatiu per la seva carrera. Després d'aquesta experiència ella comentà: "Vaig entrar a la sala d'operacions sent una celebritat - i vaig sortir en l'anonimat. Era com estar en un programa de protecció de testimonis o ser invisible". Ella pensà breument a començar amb un nou nom per anar amb la nova cara, Wanda West, però llavors resultà que estava molt lligada al seu nom original. El 1999 va reaparèixer a la sitcom de l'ABC It's Like, You Know..., retractant una variació d'ella, una actriu lluitadora anomenada Jennifer Grey. En un episodi de la sèrie, ella es burla de si mateixa amb una trama sobre la seva publicitada rinoplàstia.
Grey també va aparèixer juntament amb Shirley MacLaine, Liza Minnelli i Kathy Bates al telefilm de la CBS The West Side Waltz, adaptació d'Ernest Thompson a partir de la seva obra, en un episodi de Friends com Mindy, i el 2000 va tenir un petit paper a la pel·lícula Bounce, juntament amb Gwyneth Paltrow i Ben Affleck. També va realitzar una obra de teatre a Broadway: The Twilight of the Golds (1993).
Després de les seves relacions amb Matthew Broderick i Johnny Depp, Grey es casà amb l'actor-director Clarck Gregg (The New Adventures of Old Christine) el 21 de juliol del 2001, i llur filla Stella va néixer el desembre d'aquell mateix any. La parella protagonitzà la pel·lícula Road to Christmas.
Grey ha aparegut recentment al paper de Daphne, la promesa de Meyer, a la sèrie de l'HBO John from Cincinnati. Grey viu a Los Angeles, Califòrnia, amb la seva família.

## Vida personal
Gray també va tenir una relació sentimental amb els actors Michael J. Fox, Johnny Depp, William Baldwin i l'aleshores ajudant del president Clinton, George Stephanopoulos. Es va casar amb l'actor i director Clark Gregg el 21 de juliol de 2001. Tenen una filla. Vivien a Venice, Califòrnia.

## Filmografia
| Any  | Pel·lícula                                   | Paper                   | Director             |
| ---- | -------------------------------------------- | ----------------------- | -------------------- |
| 1984 | The Cotton Club                              | Patsy Dwye              | Francis Ford Coppola |
| 1984 | Reckless                                     | Cathy Bennario          | James Foley          |
| 1984 | Aurora roja (Red Dawn)                       | Toni Mason              | John Milius          |
| 1985 | American Flyers                              | Leslie                  | John Badham          |
| 1986 | Ferris Bueller's Day Off                     | Jeanie                  | John Hughes          |
| 1987 | Dirty Dancing                                | Frances "Baby" Houseman | Emile Ardolino       |
| 1988 | Light Years                                  | Airelle (veu)           | René Laloux          |
| 1990 | Si la sabata ajusta                          | Kelly Carter            | Tom Clegg            |
| 1992 | La força del vent                            | Kate Bass               | Carroll Ballard      |
| 1994 | Friends 'The One with the Evil Orthodontist' | Mindy                   |                      |
| 2000 | Una cosa per explicar (Bounce)               | Janice Guerrero         | Don Roos             |
| 2006 | Ritual                                       | Dr. Alice Dodgson       | Avi Nesher           |
| 2006 | Road to Christmas                            | Claire Jameson          | Mark Jean            |
| 2008 | Cinturó vermell                              | Lucy Weiss              | David Mamet          |
| 2008 | Keith                                        | Caroline                | Todd Kessler         |